# Jan Ekström
Jan Olof Ekström, född 2 november 1923 i Falun, död 17 augusti 2013, var en svensk författare och reklamman.

## Biografi
Jan Ekström växte upp i Gislaved, tog realen i Värnamo och studenten i Växjö. Han läste nationalekonomi, slaviska språk, engelska och statistik vid Lunds universitet och studerade därefter på Handelshögskolan i Stockholm. Han var till i början av 1980-talet delägare i reklambyrån Ekström och Lindmark, och arbetade bland annat under 1960-talet med politiska kampanjer för dåvarande Högerpartiet. Tidvis var han bosatt i Frankrike.
Ekström blev mest känd som författare av pusseldeckare med invecklade intriger. Han debuterade 1961 med Döden fyller år och året därpå introducerade han sin problemlösare, den rödhårige, visslande och operaälskande kriminalaren Bertil Durell. För Träfracken fick han Expressens Sherlock-pris. Ålkistan anses vara ett av få lyckade svenska exempel på "det låsta rummets gåta". Två av böckerna, Träfracken och Morianerna, filmatiserades. 
Ekström skrev också noveller och artiklar till fackpress. Han var ledamot av Svenska Deckarakademin.

## Priser och utmärkelser
- Sherlock-priset 1963
- Grand Master-diplom 1997